# Гемпден (Вісконсин)
Гемпден (англ. Hampden) — місто (англ. town) в США, в окрузі Колумбія штату Вісконсин. Населення — 581 особа (2020).

## Демографія
Згідно з переписом 2010 року, у місті мешкали 574 особи в 225 домогосподарствах у складі 171 родини. Було 235 помешкань
Расовий склад населення:
| - 95,6 % — білих - 0,9 % — азіатів - 0,2 % — чорних або афроамериканців - 1,9 % — осіб інших рас |

До двох чи більше рас належало 1,4 %. Частка іспаномовних становила 3,1 % від усіх жителів.
За віковим діапазоном населення розподілялося таким чином: 21,3 % — особи молодші 18 років, 63,4 % — особи у віці 18—64 років, 15,3 % — особи у віці 65 років та старші. Медіана віку мешканця становила 44,3 року. На 100 осіб жіночої статі у місті припадало 95,2 чоловіків;  на 100 жінок у віці від 18 років та старших — 103,6 чоловіків також старших 18 років.
Середній дохід на одне домашнє господарство  становив 81 755 доларів США (медіана — 73 250), а середній дохід на одну сім'ю — 90 526 доларів (медіана — 79 286). Медіана доходів становила 51 250 доларів для чоловіків та 29 464 долари для жінок. За межею бідності перебувало 4,0 % осіб, у тому числі 1,4 % дітей у віці до 18 років та 3,6 % осіб у віці 65 років та старших.
Цивільне працевлаштоване населення становило 294 особи. Основні галузі зайнятості: виробництво — 21,1 %, освіта, охорона здоров'я та соціальна допомога — 18,7 %, сільське господарство, лісництво, риболовля — 12,9 %, роздрібна торгівля — 11,9 %.